# Mini tengeralattjáró

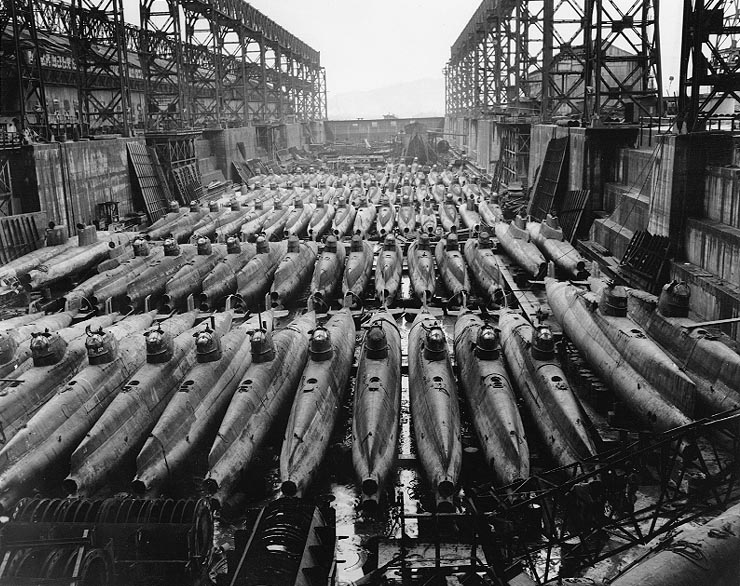
Japán D típusú ("Koryu") mini tengeralattjárók, Kure, 1945. október 19.

A mini tengeralattjárók 150 tonna alatti tengeralattjárók, amelyeket jellemzően egy vagy két fő, de néha hat vagy kilencfős személyzet üzemeltet. Általában az anyahajókkal dolgoznak együtt, amelyekről elindítják őket, és amelyek a személyzet számára lakóhelyet biztosítanak. Katonai és polgári mini tengeralattjárók is épülnek. A legtöbb korai tengeralattjárót most mini tengeralattjáróknak tekintik, mint például az Egyesült Államok Haditengerészetenek USS Holland (SS-1) és a Brit Királyi Haditengerészet HMS Holland 1-ét.

## Katonai használat

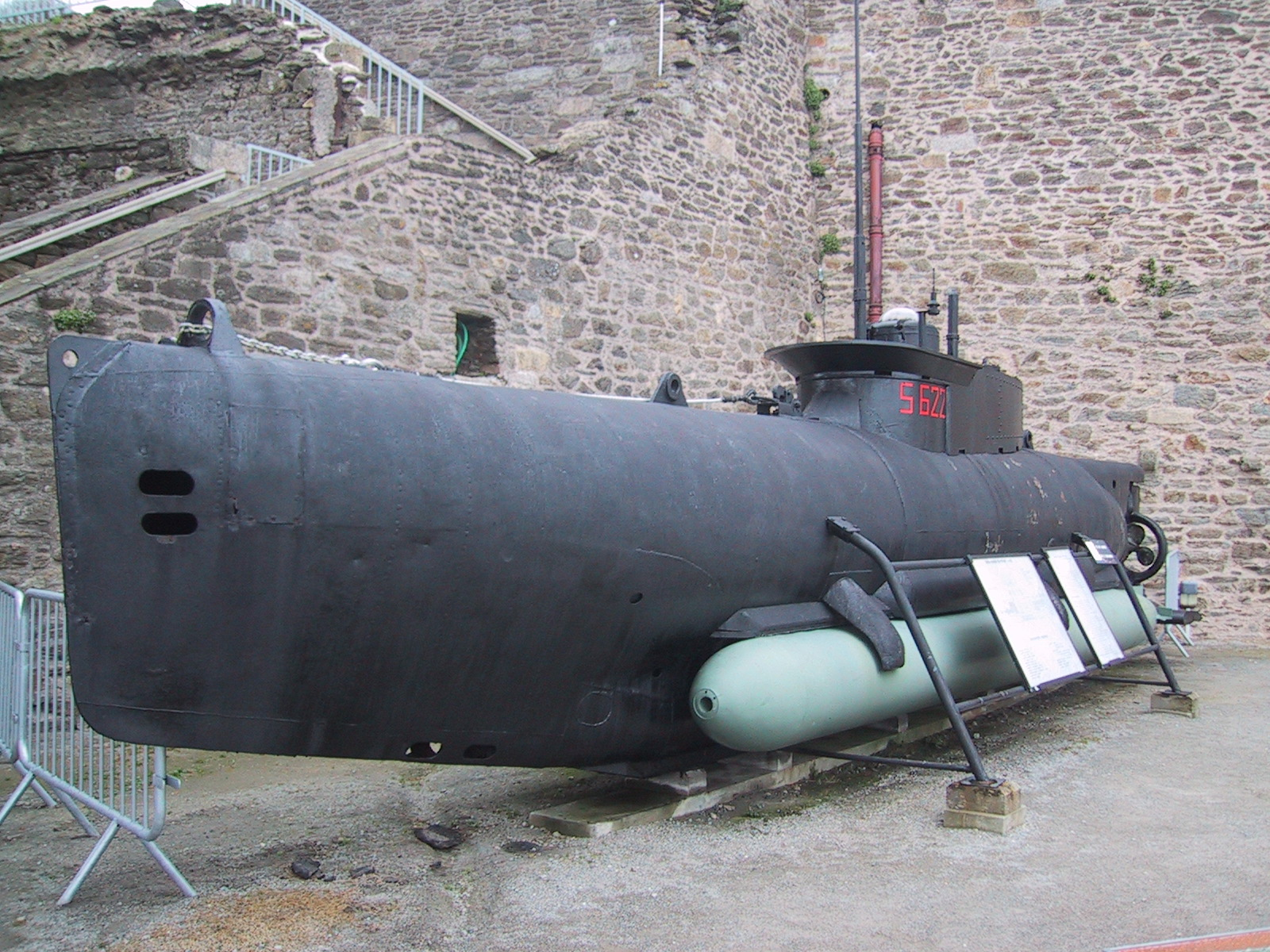
A Seehund típusú mini tengeralattjáró

A mini tengeralattjárók az ellenséges kikötőkbe való bejutásról ismertek, bár csak két második világháborús típust – a brit X típust és a sikertelen Welman tengeralattjárókat építették ezt szem előtt tartva.
A japán Ko-hyoteki osztályú tengeralattjárókat eredetileg úgy tervezték, hogy részt vegyenek a döntő flottaműveletekben. A japánok háborús helyzetének változásával azonban az ellenséges kikötőkbe való behatolási feladatot kaptak. Pearl Harbornál is bevetették őket. Németország különböző II. világháborús terveit elsősorban a szövetséges hajók támadására tervezték a partokról és kikötőktől, bár a Seehund típusnak elég nagy hatótávolsága volt ahhoz, hogy támadást indítson akár a Temze torkolatában is. Azonban a mini tengeralattjárók legénységei támogató szerepet is vállaltak. Az X típust felderítésre, a Seehundot pedig ellátmány szállítására használták. Számos mini tengeralattjárót építettek a bajba jutott tengeralattjárók megmentésére.

### Fegyverzet
A mini tengeralattjárókat általában csak torpedókkal és aknákkal rakják meg, az oldalakról leszerelhető formában.

## Polgári használat
A polgári használat során a mini tengeralattjárókat általában kereskedelmi, víz alatti karbantartásban, feltárásban, régészetben és tudományos kutatásban használják. A mini tengeralattjárók a turisztikában vonzó attrakciónak számítanak.